# Cap Saint Jacques (tỉnh)
Cap Saint Jacques là một tỉnh cũ ở Nam Kỳ.

## Lịch sử
Ngày 1 tháng 5 năm 1895, Thống đốc Nam Kỳ ban hành Nghị định về việc thành lập thành phố tự trị (commune autonome) Cap Saint Jacques trên cơ sở hai làng Thắng Nhì và Thắng Tam thuộc tổng An Phú Thượng, hạt tham biện Bà Rịa.
Ngày 29 tháng 1 năm 1898, Thống đốc Nam Kỳ ban hành Nghị định về việc thành hạt tham biện Cap Saint Jacques trên cơ sở hạt tham biện Bà Rịa và thành phố tự trị Cap Saint Jacques.
Hạt tham biện Cap Saint Jacques có 7 tổng và 64 làng.
Ngày 14 tháng 1 năm 1899, Thống đốc Nam kỳ ban hành Nghị định về việc thành lập tổng Vũng Tàu thuộc hạt tham biện Cap Saint Jacques trên cơ sở 3 làng: Phước Tỉnh, Thắng Nhì, Thắng Tam của tổng An Phú Thượng và 4 làng: Hội Bài (từ ba ấp: Ngã Tư, Cái Đôi, Ba Gian của làng Long Hương), Núi Nứa, Phước Hội, Thạnh An của tổng An Phú Hạ.
Tổng Vũng Tàu có 7 làng: Hội Bài, Núi Nứa, Phước Hội, Phước Tỉnh, Thạnh An, Thắng Nhì, Thắng Tam.
Hạt tham biện Cap Saint Jacques có 8 tổng và 65 làng.
Ngày 25 tháng 11 năm 1899, tái lập hạt tham biện Bà Rịa từ hạt tham biện Cap Saint Jaques.
Ngày 20 tháng 12 năm 1899, Toàn quyền Đông Dương ban hành Nghị định về việc bỏ xưng danh địa hạt, đổi thành tỉnh, đại lý đổi thành quận. Ngày 1 tháng 1 năm 1900, Nghị định trên được áp dụng cho toàn Nam Kỳ. Theo đó, thành phố tự trị Cap Saint Jacques thuộc Nam Kỳ.
Năm 1905, xóa bỏ thành phố Cap Saint Jacques và chuyển thành đại lý hành chính Vũng Tàu thuộc tỉnh Bà Rịa.
Ngày 30 tháng 4 năm 1929, Toàn quyền Đông Dương ban hành Nghị định về việc thành lập tỉnh Cap Saint Jacques trên cơ sở Đại lý hành chính Vũng Tàu (gồm 3 xã: Thắng Nhất, Thắng Nhì, Thắng Tam) thuộc đại lý hành chính Cap Saint Jacques, xã Long Sơn của tỉnh Bà Rịa.
Ngày 28 tháng 12 năm 1934, chuyển tỉnh Cap Saint Jacques thành thị xã Cap Saint Jacques thuộc tỉnh Bà Rịa.
Thị xã Cap Saint Jacques có 3 khu phố: Thắng Nhứt, Thắng Nhì, Thắng Tam.
Ngày 10 tháng 2 năm 1939, chia địa bàn thị xã Cap Saint Jacques thành vùng nội thị có 5 khu vực: 1, 2, 3, 4, 5 và vùng ngoại thị có khu vực 6.